# 都町 (薩摩川内市)
都町（みやこちょう）は、鹿児島県薩摩川内市の町。旧薩摩郡川内町都町、川内市都町。郵便番号は895-0043。人口は394人、世帯数は181世帯（2020年10月1日現在）。

## 地理
薩摩川内市西部、都川中流域に位置している。字域の北方には中福良町、北方から西方にかけては青山町、南方にはいちき串木野市芹ケ野、いちき串木野市金山、いちき串木野市金山下、いちき串木野市荒川、東方には木場茶屋町、尾白江町が接している。
字域の東端を南九州西回り自動車道が南北に通っており、薩摩川内都インターチェンジが所在している。北方には都川が東西に流れており、対岸には青山町、中福良町が接している。西端には鹿児島県道313号荒川川内線が南北に通っている。

### 字名の由来
都という地名は古代に屯倉が置かれた所と伝えられている「宇都」に由来している。

## 歴史

### 前史
都という地名は鎌倉時代頃に見えている。薩摩国薩摩郡のうちであり、薩摩国図田帳には薩摩郡のうちに「都浦十町」という記述があるのが都という地名の初見であると考えられている。また都は宮古とも書かれている。また都の地は薩摩国府が最初に置かれた場所であったという説がある。
鎌倉時代以降からは都という地名は現れず、江戸時代には現在の都町にあたる区域は西手村に含まれている。西手村は1889年（明治22年）に町村制が施行されたのに伴い、隈之城村の大字となり、1929年（昭和4年）に川内町の大字となっている。

### 都町設置以後
1940年（昭和15年）2月10日に鹿児島県公報に掲載され、同日に施行された「 薩摩郡川内町、町名改稱竝區域變更」（鹿児島県告示）により「大字西手ヲ廢止シ其ノ區域中（中略）字麥、灰原、門前、屋敷田、南本領、都原、京手、山口、尾見鳥、道床、霜月田、田浦、中山、永田、字中塚ノ内（番地一覧略）字青山ノ區域ヲ都町ミヤコチヨウト」することが鹿児島県知事によって許可され、薩摩郡川内町大字西手のうち字麥、灰原、門前、屋敷田、南本領、都原、京手、山口、尾見鳥、道床、霜月田、田浦、中山、永田、青山の全域及び字中塚ノ内の一部の区域を以て川内町の町「都町」が設置された。翌日の2月11日には薩摩郡川内町が単独で市制施行し川内市となった。1993年（平成5年）に都町字南及び字本領の各一部を青山町に編入し、青山町字原田の一部を都町に編入した。
2004年（平成16年）10月12日に川内市、東郷町、入来町、祁答院町、樋脇町、下甑村、上甑村、鹿島村、里村が新設合併し薩摩川内市が設置された。この市町村合併に伴い設置された法定合併協議会において川内市の町・字については「現行通りとする。」と協定されたため、名称の変更は行われずに薩摩川内市の町となった。

### 字域の変遷
| 変更後               | 変更年             | 変更前                     |
| -------------------- | ------------------ | -------------------------- |
| 都町（新設）         | 1940年（昭和15年） | 大字西手（一部）           |
| 川内市都町（編入）   | 1993年（平成5年）  | 川内市青山町字原田（一部） |
| 川内市青山町（編入） | 1993年（平成5年）  | 川内市都町字南・字本領     |

## 人口
以下の表は国勢調査による小地域集計が開始された1995年以降の人口の推移である。
| 年                 | 人口 |
| ------------------ | ---- |
| 1995年（平成7年）  | 559  |
| 2000年（平成12年） | 546  |
| 2005年（平成17年） | 494  |
| 2010年（平成22年） | 464  |
| 2015年（平成27年） | 454  |
| 2020年（令和2年）  | 394  |

## 施設

### 寺社
- 都八幡神社
- 日枝神社

## 小・中学校の学区
市立小・中学校に通う場合、学区（校区）は以下の通りとなる。
| 大字 | 番地 | 小学校                   | 中学校                   |
| ---- | ---- | ------------------------ | ------------------------ |
| 都町 | 全域 | 薩摩川内市立隈之城小学校 | 薩摩川内市立川内南中学校 |

## 交通

### 道路
一般国道
- 南九州西回り自動車道（川内隈之城道路・川内道路、国道3号バイパス）
  - 薩摩川内都インターチェンジ

一般県道
- 鹿児島県道313号荒川川内線